# Odense bowlinghal
Odense Bowlinghal & Simgolf Center er en bowlinghal og har også Simgolf, centret er beliggende på Møllemarksvej 80 i Odense. Bowlinghallen ligger i Odense Idrætspark-området, som også har et fodboldstadion, idrætshal, atletikstadion, skøjtehaller, cricketstadion og cykelbane.
Bowlinghallen har 20 fuldautomatiske baner og en restaurant/cafeteria.
Odense Bowlinghal er "en selvejende institution, sammensat af klubberne under Fyns Bowling Union, som også er hjemmehørende i hallen, samt bowlingafdelingen under Firma klubbernes Sammenslutning i Odense. Den er således hjemsted for flere klubber, men er også åben for privatpersoner.

## Fodnoter
|  | Denne artikel om en bygning eller et bygningsværk kan blive bedre, hvis der indsættes et (bedre) billede. Du kan hjælpe ved at afsøge Wikimedia Commons for et passende billede eller lægge et op på Wikimedia Commons med en af de tilladte licenser og indsætte det i artiklen. |

55°24′00″N 10°20′53″Ø / 55.40006°N 10.34815°Ø